# Гай Лициний Крас
Гай Лициний Крас (на латински: Claudius Licinius Crassus) e политик на Римската република през 2 век пр.н.е.

## Биография
Произлиза от известната фамилия Лицинии. Син е на Гай Лициний Вар. Брат е на Публий Лициний Крас (консул 171 пр.н.е.) и на Лициния, която е съпруга на Публий Муций Сцевола (консул 175 пр.н.е.) и майка на Публий Лициний Крас Див Муциан (консул 130 пр.н.е.) и Публий Муций Сцевола (консул 133 пр.н.е.).
През 172 пр.н.е. Лициний е претор и легат през 171 пр.н.е. при брат си и ръководи конница в битките с цар Персей на Македония. През 168 пр.н.е. Лициний е консул заедно с Луций Емилий Павел Македоник. След това е управител на провинция Цизалпийска Галия.
1. ↑  C. Licinius (51) C. f. P. n. Crassus //   Посетен на 10 юни 2021 г.
2. ↑  1321 //   Посетен на 10 юни 2021 г.
3. ↑  C. Licinius (51) C. f. P. n. Crassus //   Посетен на 10 юни 2021 г.
4. ↑  1547 //   Посетен на 10 юни 2021 г.